# Michel Rodde (peintre)
Michel Rodde est un peintre et lithographe figuratif français de l'École de Paris, né le 27 avril 1913 à La Grand-Combe (Gard) et  mort le 20 février 2009 à Bagnols-sur-Cèze (Gard).

## Biographie

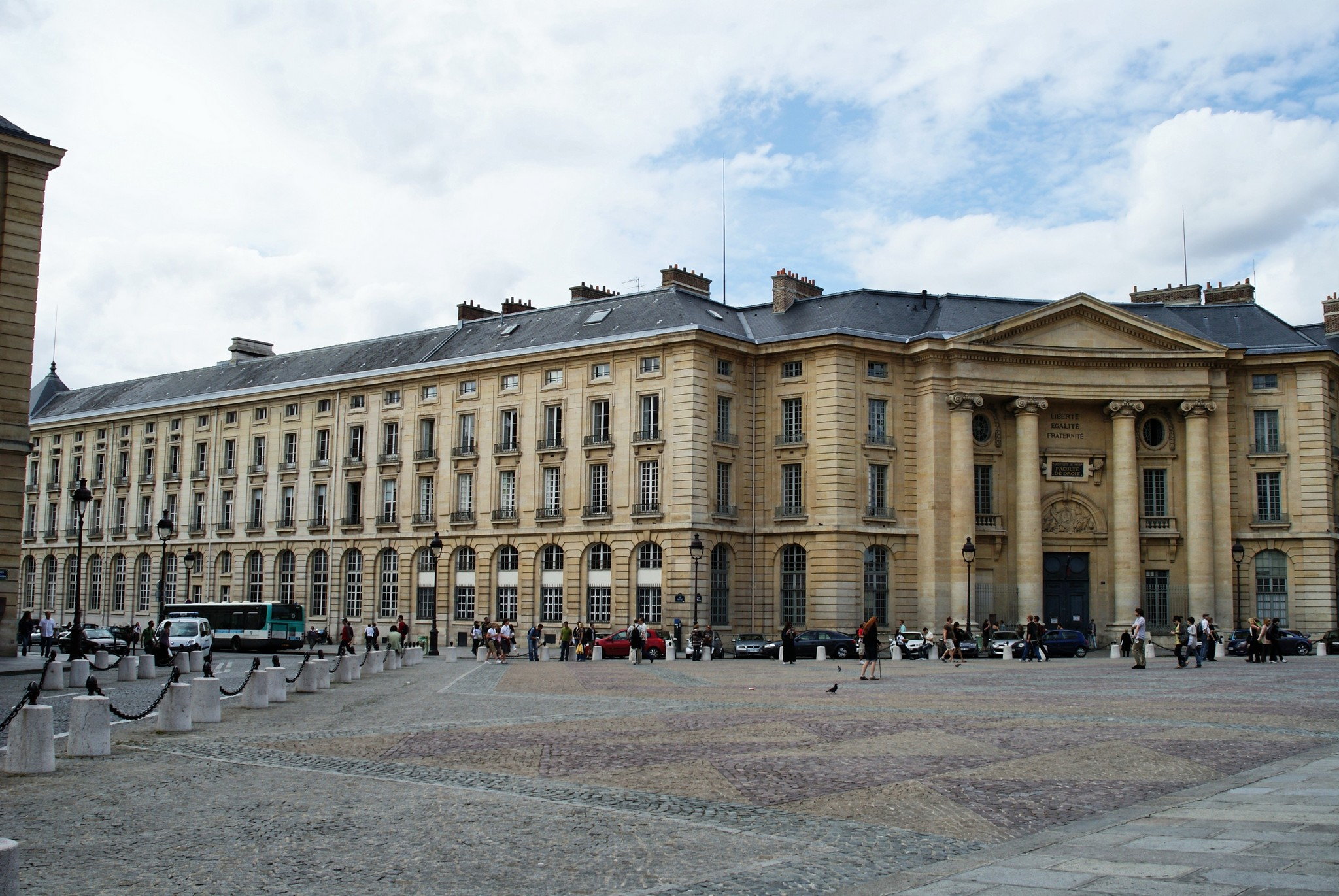
Faculté de droit de Paris

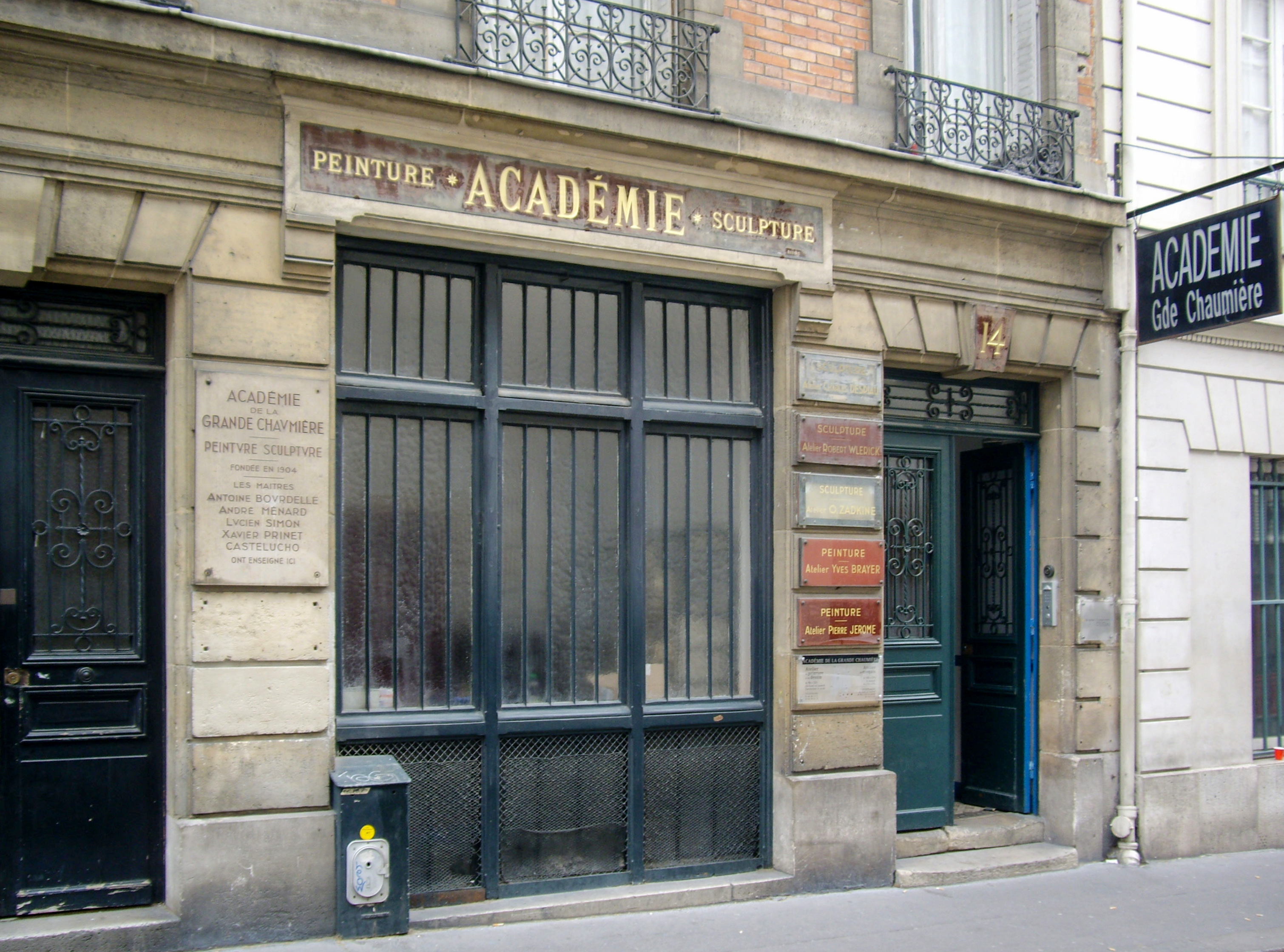
Académie de la Grande Chaumière

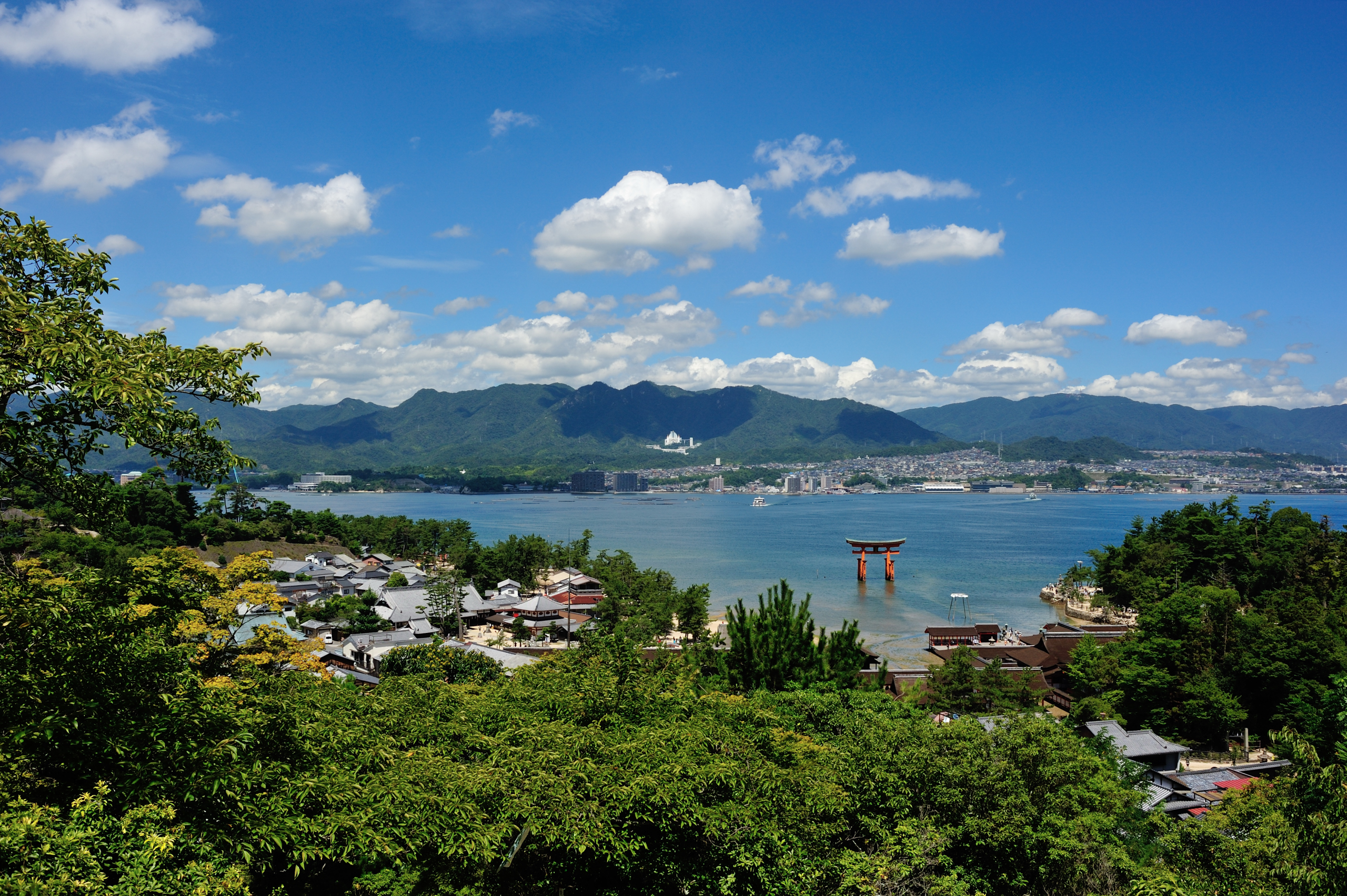
Itsuku-shima

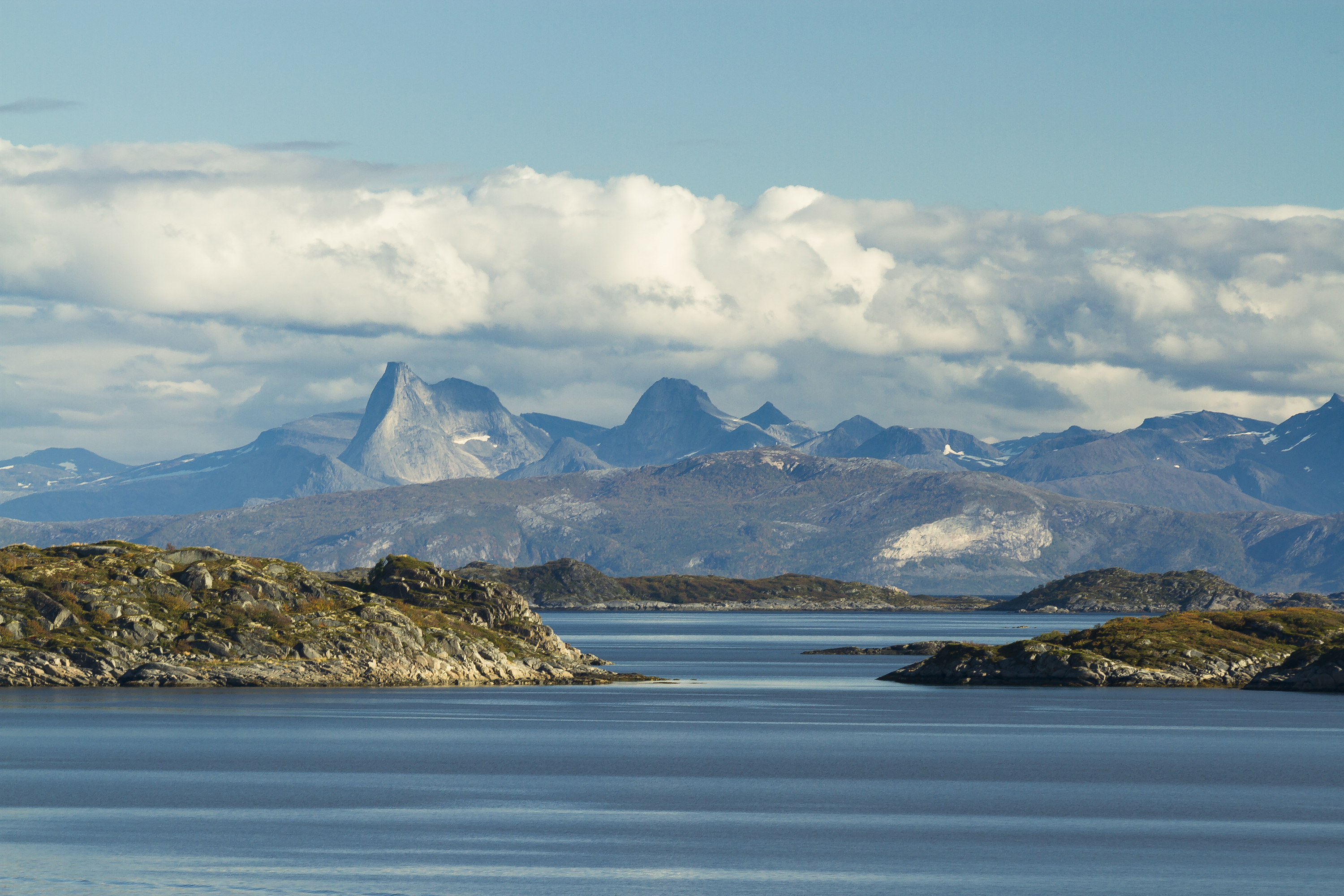
Îles Lofoten

Né à La Grand-Combe et comptant parmi ses ancêtres Carle et Horace Vernet, Michel Rodde, après l'obtention du baccalauréat en philosophie, suit des études juridiques à la faculté de droit de Paris. Il intègre le 22e bataillon de chasseurs alpins (2e compagnie) en 1936, et rejoint pour deux ans la garnison de Nice. En 1938, il entre au ministère des Affaires étrangères où il a pour collègue le poète Saint-John Perse. Il retrouve le 22e B.C.A. en septembre 1939 lorsque, mobilisé avec le grade de sergent, il participe à la bataille de l'Ailette (1940), puis à celle de la Marne. Ensuite, c'est pendant l'Occupation qu'il découvre la peinture.
En 1946, Michel Rodde revient vers l'administration diplomatique tout en fréquentant l'atelier d'Édouard Georges Mac-Avoy de l'Académie de la Grande Chaumière à Paris. En 1956, il démissionne de l'administration pour succéder à Robert Humblot comme professeur de dessin à l'École des métiers d'art, puis, en 1965, à Jean Aujame à l'Académie de la Grande Chaumière.
Les voyages de Michel Rodde sont liés tant à ses expositions à l'étranger qu'à ses recherches picturales : New York (1960 et 1964), l'Égypte (1974 et 1979), le Japon (en 1989 où il séjourne à Itsuku-shima, Kyoto, Nara et Tokyo), la Norvège (où en juin 1989 il s'intéresse notamment aux Îles Lofoten).
Il vécut entre son appartement de la rue Lecourbe à Paris et, à compter de 1968, son atelier de Montségur-sur-Lauzon (Drôme).
Michel Rodde meurt le 20 février 2009 à Bagnols-sur-Cèze et repose au cimetière de Pont-Saint-Esprit.

## Réception critique
- « Michel Rodde est un méridional sans accent. Autre paradoxe, c'est à 29 ans qu'il est venu à la peinture. Fonctionnaire, il se morfondait à Dijon pendant l'occupation, et il eut l'idée de se mettre à peindre. Depuis, il n'a plus cessé de manier pinceaux et couteau à palette. Il s'est lancé à corps perdu dans l'aventure. La réussite est rapidement venue le récompenser. Le prix Othon-Friesz obtenu en 1952 conjointement avec Commère l'a fait connaître des amateurs et des critiques. Il aime les paysages de barrages et — dernier paradoxe — les jardins où il trouve les contrastes d'ombre et de lumière qui lui sont chers. » - Jean-Paul Crespelle[7].
- « Alerte, il vide de leur poids les fruits, les fleurs, les poissons, les toits, et les projette, pour les rattraper tout aussitôt. Avec lui, rien ne se perd, nul trait, nul touche, nul ton suave, tout retrouve sa place précise, comme par miracle. Certes, son habileté est extrême, mais elle demeure constamment sensible. Cette élégante liberté, cette adresse souriante impliquent une science technique consommée. » - Henri Héraut[8]
- « Il y a peu de différence, dans ses paysages, entre les rochers et les maisons, celles-ci et les nuages. La végétation et les brisures de la pierre se confondent. C'est que, dans sa peinture, les couleurs, les lumières et les formes se contaminent. La clarté d'un premier plan se mêle à celle d'un lointain. Les toits rougissent les feuillages qui verdissent les toits. Mais, pour empêcher que l'image ne devienne par trop confuse, Rodde met en œuvre trois sortes d'accentuations : des trais acérés qui strient la surface et introduisent le tranchant dans le cotonneux, des contrastes de clairs et de foncés, enfin des angles mis en évidence par ces contrastes. Ses tableaux offrent donc une combinaison de douceur et de dureté qui les rend comparables à un sommeil coupé de réveils en sursaut ou à une musique douce et harmonieuse périodiquement interrompue. » - Revue Connaissance des arts[9]
- « Un séjour dans l'Ouest a enrichi sa peinture en lui permettant d'incorporer davantage les uns aux autres le minéral, le végétal, l'élément liquide. Par une mise en page ingénieuse et en creusant sa toile en profondeur, il parvient à donner à son paysage une unité, une cohésion, une solidité exceptionnelles,, tout en réussissant à produire l'illusion qu'il ne s'agit pas d'un tableau mais d'un morceau de nature que nous découvrons brusquement et dont nous n'identifions pas d'emblée les composantes. » - Pierre Mazars[10]
- « Les toiles de Rodde sont les fruits d'une vocation tardive mais irrépressible. Un lyrisme toujours très structuré, des contrastes d'ombre et de lumière, une vision dynamique et naturellement, instinctivement monumentale : un peintre lucide en prise directe avec la nature. » - Gérald Schurr[11]
- « Michel Rodde est un des rares peintres de mon temps dont je serais fier de pouvoir signer les tableaux. Son œuvre m'a toujours ébloui pour tout ce qui la caractérise et que ne possède pas la mienne. Le sobre éclat de son écriture, si sûre et si libre, n'aura cessé de rendre jaloux le besogneux que je suis, brosses en main. Il est de ceux qui suggèrent magistralement, laissant ainsi la porte ouverte sur le rêve, ce que je tiens pour qualité majeure chez un peintre… Qu'il peigne le canal Saint-Martin, les gorges de l'Ardèche, un lac japonais, les bords du Nil ou quelque fjord, Michel Rodde ne cesse de m'émerveiller par la magistrale liberté de sa touche, la fréquente et toujours heureuse audace de sa palette qu'exalte le voisinage de zones d'un extrême raffinement coloré et qu'architecturent des cadrages hardis. Un roc inspiré. » - Michel Ciry[12]

## Collections publiques

### Albanie
- Ambassade de France à Tirana, Grands travaux sur le Rhône, huile sur toile 81x199cm, vers 1956 (dépôt du Centre national des arts plastiques[13].

### Algérie
- Alger, musée national des beaux-arts.

### Djibouti
- Ambassade de France à Djibouti, Vignes en hiver, huile sur toile 81x100cm, 1971 (dépôt du Centre national des arts plastiques)[14].

### France
- Aix-en-Provence, musée Granet.
- Avignon, musée Calvet, deux dépôts du Centre national des arts plastiques : 
  - Paysage des Alpilles, huile sur toile 54x81cm, vers 1950[15].
  - Paysage - Le cimetière de Saint-Bonnet, huile sur toile 89x116cm, vers 1963[16].
- Bagnols-sur-Cèze, musée Albert-André : Le Sautadet, huile sur toile[17].
- Besançon, musée des beaux-arts et d'archéologie.
- Bourg-lès-Valence, lycée agricole du Valentin : fresque[1].
- Dinard, La Poste : fresque.
- Paris, musée d'art moderne de la ville de Paris : 
  - Au restaurant avec Cecil Saint-Laurent, lithographie 38x56cm[18].
  - La route, lithographie 50x65cm, lithographie[19].
- Poitiers, musée Sainte-Croix, Paysage des Alpilles, huile sur toile 50x100cm, vers 1954 (dépôt du Centre national des arts plastiques)[20].
- Pontivy, hôtel de ville : Marée basse en Bretagne, huile sur toile (legs Françoise Jégourel, 2014).
- Puteaux, Fonds national d'art contemporain :
  - L'écluse de Donzère-Mondragon, huile sur toile 73x92cm, vers 1955[21].
  - Séguret, aquarelle 55,7x77cm, vers 1984[22].
  - Le blé et le vin corse, huile sur toile 194x160cm, vers 1965[23].
- Rodez, musée des beaux-arts Denys-Puech, Paysage , huile sur toile 60x92cm, vers 1959 (dépôt du Centre national des arts plastiques)[24].
- Saint-Claude, musée de l'abbaye : Portrait de George Besson, vers 1960, huile sur toile[25].
- Saint-Nazaire, écomusée : Paysage à la mouette, huile sur toile[10]. Cette peinture qui était accrochée dans la salle à manger des officiers du pont du paquebot France a été rachetée en 2008 par la ville de Saint-Nazaire[26].
- Saint-Sauvant, mairie : Le port de La Rochelle, huile sur toile 54x81cm, vers 1953 (dépôt du Centre national des arts plastiques)[27].
- Troyes, lycée agricole de Saint-Pouange, fresque de l'amphithéâtre.
- Vincennes, groupe scolaire sud.

### Serbie
- Ambassade de France à Belgrade, Paysage, peinture 77x99cm, vers 1957[28].

### Suisse

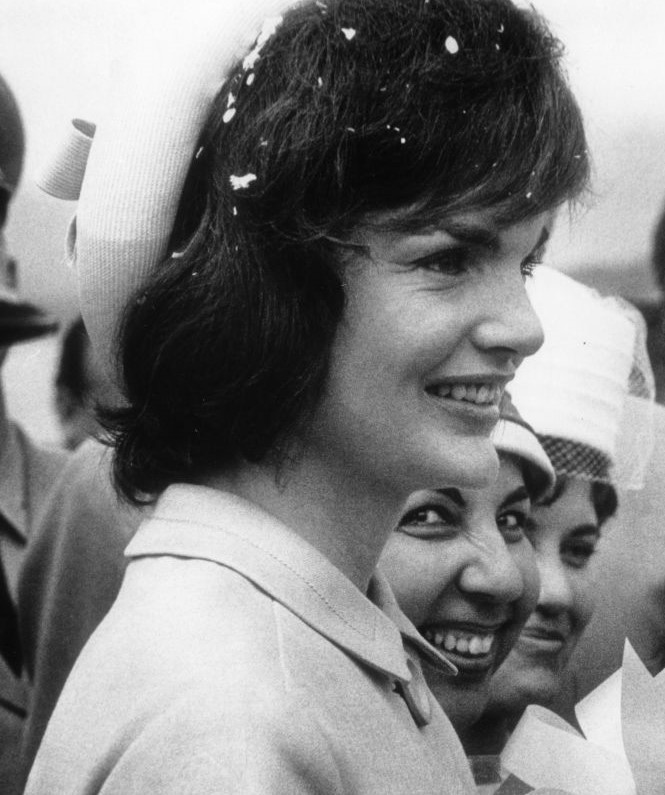
Jacqueline Kennedy

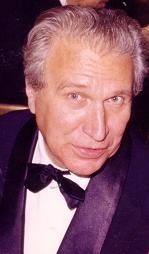
Gérard Mourgue

- Pully, musée d'art.

## Collections privées
- Pont-Saint-Esprit, huile sur toile, collection Jacqueline Kennedy[29].
- La Seine, quai de Grenelle, huile sur toile, collection George et Adèle Besson[30].
- Falaise d'Étretat, aquarelle, collection Jef Friboulet, Yport[31].

## Contributions bibliophiliques
- Routes et chemins avec Jean Giono et cinquante-six peintres témoins de leur temps, préface de Jean Giono, 56 illustrations par 56 artistes dont Michel Rodde, Presses artistiques de France, 1961.
- Gérard Mourgue, Éloge de Michel Rodde, douze lithographies originales de Michel Rodde, Paris, Éditions Manuel Bruker, 1963.
- André Gide, L'Immoraliste, illustrations de Michel Rodde, Éditions Rombaldi, 1967.
- Claude Aveline, Yves Berger, Luc Decaunes, François Nourissier, Marguerite Duras, René de Obaldia, Marcel Béalu, Jacques Brosse, Robert Marteau, Armand Lanoux, Louise de Vilmorin, Claude Roy, Robert Ganzo, Lucien Becker, Pierre-Albert Birot, Jean Blanzat, Michel Butor, Guilherme Figueiredo, Alain Bosquet et Pierre Mac Orlan, Variations sur l'amour, lithographies originales de Georges Rohner, Maurice-Élie Sarthou, Jules Cavaillès, Michel Rodde, André Minaux, Pierre-Yves Trémois, Leonor Fini, Leonardo Cremonini, Paul Guiramand, Blasco Mentor, Édouard Georges Mac-Avoy, Marcel Mouly, Édouard Pignon, Jean Commère, Ossip Zadkine, Lucien Coutaud, André Masson, Félix Labisse, Yves Brayer, André Planson, 190 exemplaires numérotés, Club du Livre / Philippe Lebaud, 1968.

## Écrits
- Texte-hommage à Jean-Pierre Pophillat dans l'ouvrage collectif Jean-Pierre Pophillat, quarante ans de peinture, Éditions La cote de l'amateur, 2000.

## Expositions

### Particulières
- Galerie Monique de Groote, 1953.
- Musée Sainte-Croix, Poitiers, 1954.
- Galerie Cardo-Matignon, Paris, 1955.
- Michel Rodde - Les grands travaux du Rhône, Galerie Matignon, Paris, 1955.
- Galerie Cartier, Paris, novembre-décembre 1958[8],[9], 1959.
- Paintings by Michel Rodde, Galerie Reed & Lefevre, Londres, 1960.
- Galerie David B. Findlay, New York, 1960, avril 1961, 1964.
- Galerie du château Grimaldi, Cagnes-sur-Mer, mai-juin 1966.
- Michel Rodde - Les gorges de l'Ardèche, Galerie Marigny, Paris, avril-mai 1967[32].
- Michel Rodde - Chrysanthèmes, Porte d'Auteuil, Paris, novembre 1968.
- Galerie Tamenaga, Tokyo, 1970.
- Musée Granet, Aix-en-Provence, 1971.
- Galerie Tamenaga, Paris, 1982, avril-mai 1983.
- Rétrospective Michel Rodde, Musée d'art sacré du Gard, Pont-Saint-Esprit, 5 au 13 octobre 1985.
- Michel Rodde - Norvège, Galerie Robin-Leadouze, Paris, avril 1992.
- La mer - Œuvres de Michel Rodde, Galerie Saint-Hubert, Lyon, 1995[11], novembre 2006 - janvier 2007.
- Michel Rodde - Exposition au Japon, Galerie d’Art du magasin Tenmaya, Okayama, 25 septembre au 1er octobre 2001.
- Michel Rodde - Œuvres récentes, Galerie 26, Paris, mai-juillet 2003.
- Hommage à Michel Rodde, Musée national de la Marine, Paris, 2005.

### Collectives
- Salon d'automne, Paris, à partir de 1947 (sociétaire en 1952, hommage personnel en 1983)[33].
- Jeunes peintres et leurs maîtres, Galerie Montmorency, Paris, 1954.
- Paysages de France, Galerie Romanet, Paris, 1956.
- Renaissance de l'art figuratif, Galerie Monique de Groote, Paris, 1956.
- Salon des peintres témoins de leur temps, Palais Galliera, Paris, 1956 (thème : Réhabilitation du portrait ; envoi : Portrait de Jacques Laurent[34]), 1957 (thème : Le sport), 1959 (thème : L'âge mécanique ; envoi : Le chantier du Rhône), 1961 (thème : Richesses de la France), 1962 (thème : Routes et chemins ; envoi : Le village), 1965 (thème : Le pain et le vin ; envoi : Le blé et le vin corse).
- Collection George et Adèle Besson - œuvres des artistes vivants, dessins des artistes contemporains, Musée des beaux-arts de Besançon, juillet-octobre 1965[30].
- Le pétrole vu par cent peintres, Palais Galliera, Paris, 1959 ; envoi : Vue de la Raffinerie de Petit-Couronne[35].
- Peintres d'aujourd'hui, château de Saint-Ouen (Seine-Saint-Denis), 1968.
- Le ciel, la pierre et l'eau - Joseph Pressmane, Pierre Garcia-Fons, René Genis, Michel Rodde, Galerie Marigny, Paris, novembre 1968.
- Salon Comparaisons, Paris, 1971[14].
- 18e Salon de peinture de Montélimar (Michel Rodde invité d'honneur), 1984.
- Salon de l'enclave (Michel Rodde invité d'honneur), Valréas, 1988.
- Salon du dessin et de la peinture à l'eau, abbaye des Prémontrés de Pont-à-Mousson, 2005.
- Hommage à Michel Rodde, dans le cadre du Salon de la Société nationale des beaux-arts, Carrousel du Louvre, Paris, décembre 2009[36].
- Petits accrochages entre amis - La collection Guy Bardone et René Genis, Musée de l'Abbaye, Saint-Claude, 2015[37].

## Prix et distinctions
- Prix Othon-Friesz en partage avec Jean Commère, 1952.
- Chevalier de la Légion d'honneur.
- Officier de l'Ordre des arts et lettres.
- Chevalier du Mérite agricole.

## Élèves
- Michel Bertrand.
- Maluda (Maria de Lourdes Ribeiro, dite).